# パワーオブザプライム
トランスフォーマー パワーオブザプライム(Transformers Power of the Prime)とは、海外ではハズブローにより2017年12月に発売され、日本ではタカラトミーが2018年5月に発売を開始した、トランスフォーマーの玩具シリーズである。「GENERATIONS」ラインを受け継ぎ旧作の登場キャラを今風にアレンジするのをメインコンセプトに据えており「COMBINER WARS」「TITANS RETURN」に引き続き展開される。略称は「PoP」または「POTP」。

## 概要
「TRANSFORMERS」シリーズ30周年を期にスタートした「G1キャラクターのリメイクライン」の2017～18版ラインで「COMBINER WARS」「TITANS RETURN」に続く「PRIME TRILOGY」と言われる一連のシリーズ作の最終ライン。新しいメインアイテムの主なベースになっているストーリーは『TRANSFORMERS THE REVERSE』もしくは『超神マスターフォース』。
商品の特徴としてそれまで「COMBINER WARS」「TITANS RETURN」で行ってきた「変形」や「合体」のプロセスを踏襲した上で「プライムマスター」と呼ばれるミニフィギュアを基本のコアに据え、G1シリーズにおける「プリテンダー」の要素を追加してある。この「プライムマスター」とは「トランスフォーマーの始祖と言われる最初の13人」のことである（「世界観」「プライマス」も参照）。
「TITANS RETURN」以来ハズブローが全面的に押し出してきた「ウーマンサイバトロンの充実」にも力を入れられており本シリーズではオプティマスとエリータ･ワン、ノヴァスター（ファイヤースター）とインフェルノといった「G1当時の時点で恋愛関係にあった者たち」の再現にも積極的に取り組んでいるという特色もある。
日本国内での製品の販売形式は海外サイトで入力するためのシリアルコードの印刷がなく、ブリスターを開けやすいように一度開封しアンケート用シートや日本語表示ラベルおよび注意書きシールを追加しテープで再封入してある以外はマニュアルやバックカードなどほとんど全て海外版のものと同一のいわゆる「海外製品輸入販売仕様」となっており、日本向けの解説書が封入されていない。
シリーズの特徴ともいえる「3部作（トリロジー/TRILOGY）」の路線は続く『WAR FOR CYBERTRON』にも引き継がれることとなる。

### シリーズアイテムの特徴
本シリーズにおけるメインアイテムは「パワーオブザプライム（プライムの力）」というシリーズタイトルが示すとおり「プライムマスター」と呼ばれる小型のミニフィギュアを同梱しているのが特徴となっている。
プライムマスターは「TITANS RETURN」における「タイタンマスター（レジェンズ版における『ヘッドマスター』）」と全く同規格のフィギュアであり単体でコアとして変形する以外にビークルのコクピットへの搭乗が可能なフィギュアであるが、「TITANS RETURN」では頭部に変形したコアロボは本シリーズでは「プライムコア」と呼ばれるコアユニットへ変形する。プライムコアには13人の「プライム」を象徴する「シンボル」が背面ユニットにモールドされており、またタイタンマスターと同じく変形させボディとなるユニットにヘッドオンさせることで、ドローンフェイスのように見立てることができる。
さらにプライムマスターは「デコイアーマー」と呼ばれるアーマーボディに内蔵することで「プリテンダー」として活動することが出来る上に、デコイアーマー自身の武器を背面に装着し変形させることでデラックスクラス以上のアイテムの5mmジョイントに武器として装備させることが出来る（ターゲットマスターに近いギミック）。この武装には「TITANS RETURN」のウェポンビークル同様のマイクロピンが備えられており、プライムコアを「パワーコアユニット」として接続することもできる。
以上のように本製品はG1シリーズにおける「ヘッドマスター」「パワーマスター（ゴッドマスター）」「ターゲットマスター」「メガプリテンダー」の4シリーズのギミックを1つに集約したプレイバリューを持つのが最大の特徴といえる。
また各カテゴリーにはそれぞれ次の特徴がある。
- プライムマスタークラス

「プライム」の力を持つシリーズのメインとなるキーアイテム。本シリーズにおける最低価格ラインの商品でありながら上記のように非常にプレイバリューが高い。
- レジェンズクラス

G1シリーズにおけるミニボットクラスのキャラクターがラインナップ。過去シリーズにおいては最も低価格帯の製品カテゴリーであったが、プライムマスターが今シリーズでは最も低価格帯のカテゴリーとなったためワンランク上のカテゴリーとなった。また、ツーインワン(DUOCONS)であるバトルトラップには分離モードに初めて固有名とロボットモードが付与された（当時の商品はそれぞれにロボットモードが存在しなかった）。
- デラックスクラス

デラックスクラスは4体でボイジャークラス1体をコアに合体し巨大ロボットへと変形することが出来る。本シリーズでは手足ユニットには手首パーツとなる「プライムアーマー」が同梱されており、それぞれはデフォルトでは足パーツとしては変形できない（足首用パーツはボイジャークラスに同梱されている）。特に固有のコアを有するものは合体後に固有の名義を持つようになるのも「COMBINER WARS」「TITANS RETURN」と同じ。ダイノボットはグリムロックと合体して「ボルカニカス」になる。
- ボイジャークラス

ボイジャークラスは「COMBINER WARS」「TITANS RETURN」同様に合体ロボットの胴体に変形し「スクランブル合体」の中核ユニットを成す。グリムロックとエリータワンは本シリーズにおいて初めて公式での合体機能を与えられた。
- リーダークラス

リーダークラスは文字通りの軍団のリーダーを率いたいわゆる「コンボイ」たちで構成されており「マトリクスコア」を介してプライムと合体する大型ボディと合体するコアロボットといういわゆる『パワーマスターオプティマスプライム』的な「3段階強化合体」システムとなっている。マトリクスと合体するコアロボットはそれぞれ転生前の姿が採用されている。
オプティマルオプティマス（パワードコンボイ）は前年のオフィシャルサイトによる「新プライム募集」の公募によって選出された。
- タイタンクラス

「COMBINER WARS」のデバステーター以来の登場となる合体タイプの商品となるプレダキングが登場。5体のデラックスクラスのプレダコンたちが合体する。レーザークロウの頭部にオニキスプライムを内蔵してパワーアップさせることもできる。
左脚を構成する水牛型プレダコンの名前は、過去にGIG社版で使用されていた名称のトロックスに変わっている。
ボルカニカスとオボミナスは合体トランスフォーマーとしてはこのクラスに位置することになる。
| ナンバー | 商品名                                               | クラス           | 備考 |
| -------- | ---------------------------------------------------- | ---------------- | --- |
| PP-01    | マイクロナス Micronus                                | プライムマスター | |
| PP-02    | リージマキシモ Lieg Maximo                           | プライムマスター | |
| PP-03    | ベクタープライム Vector Prime                        | プライムマスター | |
| PP-04    | ダイノボットスラッシュ Dinobot Slash                 | レジェンズ       | |
| PP-05    | ウインドチャージャー Windcharger                     | レジェンズ       | |
| PP-06    | ビーチコンバー Beachcomber                           | レジェンズ       | |
| PP-07    | オートボットジャズ Autobot Jazz                      | デラックス       | |
| PP-08    | ロディマスプライム Evolution Rodimus Prime           | リーダー         | |
| PP-09    | オプティマスプライム Evolution Optimus Prime         | リーダー         | |
| PP-10    | アルケミストプライム Alchemist Prime                 | プライムマスター | |
| PP-11    | ダイノボットスラッグ Dinobot Slug                    | デラックス       | |
| PP-12    | ダイノボットスワープ Dinobot Swoop                   | デラックス       | |
| PP-13    | ダイノボットスナール Dinobot Snarl                   | デラックス       | |
| PP-14    | ダイノボットスラージ Dinobot Sludge                  | デラックス       | |
| PP-15    | グリムロック Dinobot Grimlock                        | ボイジャー       | |
| PP-16    | ムーンレーサー Autobot Moonracer                     | デラックス       | |
| PP-17    | ドレッドウインド Dreadwind                           | デラックス       | |
| PP-18    | ブラックウィング Blackwing                           | デラックス       | |
| PP-19    | スタースクリーム Starscream                          | ボイジャー       | |
| PP-20    | クインタスプライム Quintus Prime                     | プライムマスター | |
| PP-21    | テラーコンリッパースナッパー Terrorcon Rippersnapper | デラックス       | 日本独自に「テラーコン オボミナス セット」も発売された。                                                                          |
| PP-22    | テラーコンカットスロート Terrorcon Cutthroat         | デラックス       | 日本独自に「テラーコン オボミナス セット」も発売された。                                                                          |
| PP-23    | テラーコンブロット Terrorcon Blot                    | デラックス       | 日本独自に「テラーコン オボミナス セット」も発売された。                                                                          |
| PP-24    | テラーコンシナーツイン Sinnertwin                    | デラックス       | 日本独自に「テラーコン オボミナス セット」も発売された。                                                                          |
| PP-25    | テラーコンハングルー Terrorcon Hun-Gurrr             | ボイジャー       | 日本独自に「テラーコン オボミナス セット」も発売された。                                                                          |
| PP-26    | エリータワン Elita-1                                 | ボイジャー       | |
| PP-27    | オプティマルオプティマス Evolution Optimal Optimus   | リーダー         | |
| PP-28    | ソラスプライム Solus Prime                           | プライムマスター | |
| PP-29    | ディセプティコンバトルスラッシュ Battleslash         | レジェンズ       | 日本独自に「デュオコン バトルトラップセット」も発売された。                                                                       |
| PP-30    | ロードトラップ Lordtrap                              | レジェンズ       | 日本独自に「デュオコン バトルトラップセット」も発売された。                                                                       |
| PP-31    | プレダキング Predaking                               | タイタン         | プレダコン5体セット、「オニキスプライム」付属                                                                                     |
| PP-32    | アルファトライオン Alpha Trion                       | プライムマスター | |
| PP-33    | スクラップネル SKRAPNEL                              | レジェンズ       | |
| PP-34    | オートボットテイルゲイト Autobot Tailgate            | レジェンズ       | |
| PP-35    | オートボットノヴァスター Autobot Novastar            | デラックス       | |
| PP-36    | オートボットインフェルノ Inferno                     | ボイジャー       | |
| PP-37    | メガトロナス Megatronus                              | プライムマスター | |
| PP-38    | オートボットアウトバック Autobot Outback             | レジェンズ       | |
| PP-39    | シンダーソア Cindersaur                              | レジェンズ       | |
| PP-40    | ロディマスユニクロナス Evolution Rodimus Unicronus   | リーダー         | |
| PP-41    | レックガー Wreck-Gar                                 | デラックス       | アメリカではウォルグリーン限定商品。                                                                                              |
| PP-42    | ネメシスプライム Evolution Nemesis Prime             | リーダー         | アメリカではAmazon限定商品。 |
| PP-43    | スローンオブザプライム Throne of the Primes          | リーダー         | アメリカではサンディエゴコミコン限定商品。 「アマルガモスプライム」「ネクサスプライム」「プライマプライム」「サーティーン」同梱。 |
| PP-44    | パンチ/カウンターパンチ Punch-Counterpunch           | デラックス       | アメリカではAmazon限定商品。「プライマプライム」同梱。                                                                            |
|          | Dinobot Red Swoop                                    | デラックス       | 「ジェネレーションズセレクト」日本未発売                                                                                          |
|          | Ricochet                                             | デラックス       | 「ジェネレーションズセレクト」日本未発売                                                                                          |